# I cavalieri (romanzo)
I cavalieri (The Riders) è un romanzo di Tim Winton pubblicato nel 1994. Il romanzo ha partecipato alla selezione finale del Booker Prize del 1995.

## Trama
Il romanzo racconta la storia di un uomo australiano, Fred Scully, e della sua figlia di sei anni Billie. Scully e sua moglie Jennifer hanno programmato di trasferirsi dall'Australia verso un cottage che hanno comprato in Irlanda. Moglie e figlia sono attese in aeroporto in Irlanda, ma solo Billie arriva, traumatizzata e incapace di spiegare al padre cosa sia successo o perché la madre l'ha imbarcata sull'aereo da sola. La storia prosegue con i viaggi di Scully e Billie in Europa sulle tracce del loro viaggio precedente, cercando di trovare Jennifer e di scoprire perché li ha abbandonati.

## Edizioni
- Tim Winton, I cavalieri, Fazi, 2004,  p. 344, ISBN 88-8112-480-7.